# Sainte-Livrade
Sainte-Livrade è un comune francese di 293 abitanti situato nel dipartimento dell'Alta Garonna nella regione dell'Occitania.

## Società

### Evoluzione demografica
Abitanti censiti